# Марокко на Чемпіонаті світу з водних видів спорту 2015
Марокко взяла участь у Чемпіонаті світу з водних видів спорту 2015, який пройшов у Казані (Росія) від 24 липня до 9 серпня.

## Плавання
Марокканські плавці виконали кваліфікаційні нормативи в дисциплінах, які наведено в таблиці (не більш як 2 плавці на одну дисципліну за часом нормативу A, і не більш як 1 плавець на одну дисципліну за часом нормативу B):
Чоловіки
| Спортсмен     | Дисципліна       | Попередній заплив | Попередній заплив | Півфінал        | Півфінал        | Фінал           | Фінал           |
| Спортсмен     | Дисципліна       | Час               | Місце             | Час             | Місце           | Час             | Місце           |
| ------------- | ---------------- | ----------------- | ----------------- | --------------- | --------------- | --------------- | --------------- |
| Нуаман Батахі | 100 м батерфляєм | 57.11             | 56                | Завершив виступ | Завершив виступ | Завершив виступ | Завершив виступ |
| Нуаман Батахі | 200 м батерфляєм | 2:07.54           | 38                | Завершив виступ | Завершив виступ | Завершив виступ | Завершив виступ |
| Дрісс Лахрічі | 100 м на спині   | 1:00.42           | 58                | Завершив виступ | Завершив виступ | Завершив виступ | Завершив виступ |
| Дрісс Лахрічі | 200 м на спині   | 2:09.14           | 36                | Завершив виступ | Завершив виступ | Завершив виступ | Завершив виступ |

Жінки
| Спортсменка | Дисципліна          | Попередній заплив | Попередній заплив | Півфінал         | Півфінал         | Фінал            | Фінал            |
| Спортсменка | Дисципліна          | Час               | Місце             | Час              | Місце            | Час              | Місце            |
| ----------- | ------------------- | ----------------- | ----------------- | ---------------- | ---------------- | ---------------- | ---------------- |
| Нура Мана   | 50 м вільним стилем | 28.45             | 77                | Завершила виступ | Завершила виступ | Завершила виступ | Завершила виступ |
| Нура Мана   | 100 м на спині      | 1:10.79           | 60                | Завершила виступ | Завершила виступ | Завершила виступ | Завершила виступ |